# ألين فونغ
ألين فونغ (بالصينية: 方育平) هو مخرج صيني، ولد في 10 يوليو 1947 في هونغ كونغ في الصين.

## وصلات خارجية
- ألين فونغ على موقع IMDb (الإنجليزية)
- ألين فونغ على موقع ألو سيني (الفرنسية)
- ألين فونغ على موقع أول موفي (الإنجليزية)
- ألين فونغ على موقع قاعدة بيانات الفيلم (الإنجليزية)
- ألين فونغ على موقع كينوبويسك (الروسية)